# Očová
Očová (allemand : Otschau, hongrois : Nagyócsa) est un village de Slovaquie situé dans la région de Banská Bystrica.

## Histoire
La première mention écrite du village date de 1406.

## Démographie

### Évolution de la population
| Année:               | 1994. | 2004.   | 2014.   | 2024.   |
| -------------------- | ----- | ------- | ------- | ------- |
| Nombre de personnes: | 2627  | 2571    | 2597    | 2451    |
| Différence:          |       | -2,13 % | +1,01 % | -5,62 % |

| Année:               | 2023. | 2024.   |
| -------------------- | ----- | ------- |
| Nombre de personnes: | 2462  | 2451    |
| Différence:          |       | -0,44 % |

## Personnalités
- Matthias Bel (1684-1749), philosophe slovaque, polymathe, encyclopédiste, éducateur, et prédicateur protestant (évangélique)
- Jozef Moravčík (°1945), diplomate et homme d'État slovaque